# Theodor I.
Theodor I. (??, Jeruzalém – 14. května 649) byl papežem od 24. listopadu 642 až do své smrti.

## Život
Narodil se v Jeruzalémě, byl ale pravděpodobně řeckého původu. Na kardinála jej povýšil papež Jan IV., pravděpodobně kolem roku 640, jeho pontifikát trval šest a půl roku. Jeho pontifikát byl ve znamení boje s monotheletismem, jeho exkomunikace představitelů východní církve a snahy o odvolání monotheletismu se však nesetkaly s úspěchem.

## Odkazy

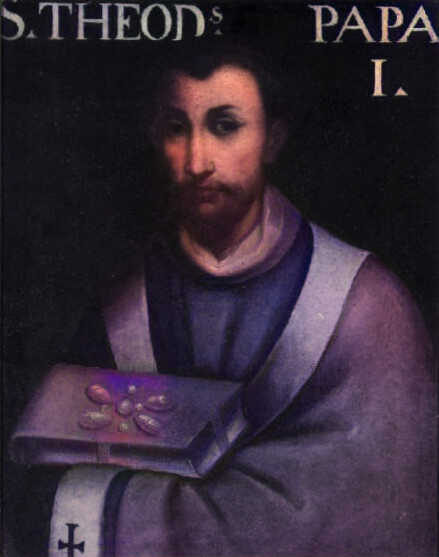
Portrét papeže Theodora I.